# Liste deutschsprachiger Kriminologen
Diese Liste deutschsprachiger Kriminologen gibt eine (nicht abschließende) Übersicht enzyklopädisch relevanter Kriminologen aus dem deutschsprachigen Raum von der Vergangenheit bis zur Gegenwart.
Die Kriminologie als Wissenschaft lässt und ließ sich nur schwer von verwandten Disziplinen wie der Soziologie abzugrenzen. Es gab und gibt zudem sehr viele Forscher, die sich zwar (auch) als Kriminologen verstehen, jedoch ursprünglich einen anderen fachlichen Hintergrund (z. B. als Soziologe, Rechtswissenschaftler oder Psychologe) haben. Als potenziert sind diese Probleme noch für die Zeit des 19. und des frühen 20. Jahrhunderts zu betrachten, als die Kriminologie sich noch mitten im Prozess ihrer disziplinären Konsolidierung befand. Mancherorts wird ob der Diversität der bezugswissenschaftlichen Perspektiven die Existenz einer eigenständigen Disziplin Kriminologie sogar noch für die heutige Zeit bestritten.
Einige Kriminologen sind bzw. waren explizit an einem Lehrstuhl für Kriminologie tätig, andere sind bzw. waren dies nicht. Entscheidend dafür, eine Person als Kriminologen zu bezeichnen, sind also weniger die Bezeichnung des Lehrstuhls, des Instituts und des fachlichen Hintergrundes als vielmehr das Selbstverständnis und die Forschungsinteressen der betreffenden Person.
Einen Lehrstuhl für Kriminologie besitzen im deutschsprachigen Raum gegenwärtig viele Universitäten mit juristischer Fakultät. Eine Abteilung für Kriminologie besteht zudem am Max-Planck-Institut zur Erforschung von Kriminalität, Sicherheit und Recht. Bis zum Sommersemester 2025 existierte an der Universität Hamburg zudem das Fachgebiet Kriminologische Sozialforschung (das ehemalige Institut für Kriminologische Sozialforschung) mit Professuren für Kriminologie am Fachbereich Sozialwissenschaften. Unter den hier aufgelisteten (auch ehemaligen) Lehrstuhlinhabern befinden sich aus den oben genannten Gründen jedoch auch Professoren, die sich an soziologischen oder anderen Universitätsinstituten mit der Forschung über Kriminalität und Devianz befassen bzw. befassten. Kriminologen in Forschungsinstitutionen anderer öffentlicher Dienststellen oder in freiberuflicher Tätigkeit sind nicht prinzipiell ausgeschlossen. Die interdisziplinäre Zusammensetzung der deutschsprachigen Kriminologie ergibt sich auch durch die Aufführung des fachlichen Hintergrundes des jeweils aufgeführten Kriminologen.

## Liste

### A
- Rudolf Abshagen (1909–1987), Psychologe, ständiger Vertreter des Kriminalbiologischen Instituts der Sicherheitspolizei unter Robert Ritter
- Hans-Jörg Albrecht (* 1950), Rechtswissenschaftler, Direktor am Max-Planck-Institut zur Erforschung von Kriminalität, Sicherheit und Recht in Freiburg/Breisgau und dort Leiter der kriminologischen Abteilung.
- Peter-Alexis Albrecht (* 1946), Rechts- und Sozialwissenschaftler, emeritierter Professor für Kriminologie und Strafrecht an der Universität Frankfurt am Main
- Martina Althoff (* 1962), Soziologin und Kriminologin, Associate Professor für Kriminologie an der Reichsuniversität Groningen
- Hugo Appelius (1855–1907), Rechtswissenschaftler, Pionier im Bereich des Jugendstrafrechts
- Gustav Aschaffenburg (1866–1944), Psychiater, Herausgeber der Monatsschrift für Kriminalpsychologie und Strafrechtsreform

### B
- Britta Bannenberg (* 1964), Rechtswissenschaftlerin, Professorin für Kriminologie an der Universität Gießen
- Alexander Baur (* 1982), Rechtswissenschaftler und Psychologe, Direktor der Abteilung für Kriminologie, Jugendstrafrecht und Strafvollzug an der Georg-August-Universität Göttingen.
- Rafael Behr (* 1958),  Soziologe und Psychologe, Professur für Polizeiwissenschaften mit den Schwerpunkten Kriminologie und Soziologie an der Akademie der Polizei Hamburg
- Bernd Belina (* 1972), Geograph, Professor am Institut für Humangeographie an der Johann Wolfgang Goethe-Universität Frankfurt am Main, Mitherausgeber des Kriminologischen Journals
- Werner Beulke (* 1945), Rechtswissenschaftler, emeritierter Professor für Strafrecht, Strafprozessrecht sowie Kriminologie an der Universität Passau
- Michael Bock (1950–2021), Soziologe und Rechtswissenschaftler, Professor für Kriminologie, Jugendstrafrecht, Strafvollzug und Strafrecht an der Universität Mainz
- Klaus Boers (* 1953), Rechtswissenschaftler, Professor für Kriminologie an der Universität Münster
- Alexander Böhm (1929–2006), Rechtswissenschaftler, Professor für Kriminologie, Strafrecht und Strafvollzug an der Universität Mainz
- Lorenz Böllinger (* 1944), Rechtswissenschaftler, emeritierter Professor für Strafrecht und Kriminologie an der Universität Bremen
- Gotthold Bohne (1890–1957), Rechtswissenschaftler, Professor für Strafrecht, Kriminologie und Rechtsgeschichte an der Universität zu Köln
- Wilfried Bottke (1947–2010), Rechtswissenschaftler, Professor für Strafrecht, Strafprozessrecht und Kriminologie an der Universität Augsburg
- Anne-Eva Brauneck (1910–2007), Rechtswissenschaftlerin, Professorin für Strafrecht und Kriminologie bzw. Kriminalpolitik an der Universität Gießen
- Hauke Brettel (* 1970), Mediziner und Rechtswissenschaftler, Professor für Kriminologie, Jugendstrafrecht, Strafvollzug und Strafrecht an der Universität Mainz
- Manfred Brusten (* 1939), Soziologe, emeritierter Professor für Devianzforschung und Soziale Kontrolle an der Bergischen Universität Wuppertal
- Jochen Bung (* 1968), Rechtswissenschaftler, Professor für Strafrecht und Rechtsphilosophie an der Universität Hamburg, zuvor (2011–2016) Professor für Strafrecht, Strafprozessrecht, Kriminologie und Rechtsphilosophie an der Universität Passau
- Kai Bussmann (* 1955), Rechtswissenschaftler, Professor für Strafrecht und Kriminologie an der Martin-Luther-Universität Halle-Wittenberg

### C
- Heinz Cornel (* 1953), Rechtswissenschaftler und Erziehungswissenschaftler, Professor für Jugendrecht, Strafrecht und Kriminologie an der Alice Salomon Hochschule Berlin
- Helga Cremer-Schäfer (* 1948), Soziologin und Kriminologin, Professorin am Fachbereich Erziehungswissenschaften der Universität Frankfurt

### D
- Dieter Dölling (* 1952), Rechtswissenschaftler, Direktor des Instituts für Kriminologie der Universität Heidelberg
- Frieder Dünkel (* 1950), Rechtswissenschaftler, Professor für Kriminologe an der Ernst-Moritz-Arndt-Universität Greifswald

### E
- Rudolf Egg (* 1948), Psychologe und Kriminologe, ehemaliger Direktor der Kriminologischen Zentralstelle in Wiesbaden
- Ulrich Eisenberg (* 1939), Rechtswissenschaftler, emeritierter Professor für Kriminologie, Jugendstrafrecht und Strafvollzug FU Berlin
- Dirk Enzmann (* 1955), Psychologe und Kriminologe, Professor für Kriminologie an der Universität Hamburg
- Franz Exner (1881–1947), deutsch-österreichischer Rechtswissenschaftler, Mitherausgeber der Monatsschrift für Kriminologie und Strafrechtsreform

### F
- Dirk Fabricius (* 1949), Rechtswissenschaftler, Professor für Strafrecht, Kriminologie und Rechtspsychologie an der Johann Wolfgang Goethe-Universität Frankfurt am Main, bis 2012 Mitherausgeber der Zeitschrift Recht & Psychiatrie
- Johannes Feest (* 1939), Rechtswissenschaftler, Professor für Strafverfolgung, Strafvollzug und Strafrecht sowie Leiter des Strafvollzugsarchivs an der Universität Bremen
- Thomas Feltes (* 1951), Rechtswissenschaftler und Erziehungswissenschaftler, Professor für Kriminologie, Kriminalpolitik, Polizeiwissenschaft an der juristischen Fakultät der Ruhr-Universität Bochum
- Armin Forker (1931–2024), Rechtswissenschaftler und Kriminalist, Professor der Kriminalistik an der Universität Leipzig, der Humboldt-Universität zu Berlin und an der Friedrich-Schiller-Universität Jena
- Monika Frommel (1946–2025), Rechtswissenschaftlerin, bis 2011 Direktorin des Instituts für Sanktionenrecht und Kriminologie der Universität Kiel

### G
- Friedrich Geerds (1925–2000), Rechtswissenschaftler, Professor für Kriminologie, Kriminalistik, Straf- und Strafprozessrecht an der Johann Wolfgang Goethe-Universität Frankfurt am Main
- Hans Göppinger (1919–1996), Rechtswissenschaftler und Mediziner, Leiter des Instituts für Kriminologie von 1962 bis 1986 an der Universität Tübingen
- Roland Graßberger (1905–1991), österreichischer Rechtswissenschaftler und Kriminologe, Professor für Strafrecht, Strafprozess und Kriminologie an der Universität Wien
- Hans Gross (1847–1915), österreichischer Rechtswissenschaftler
- Max Grünhut (1893–1964), deutsch-britischer Rechtswissenschaftler

### H
- Joachim Häfele (* 1967), Soziologe und Kriminologe, Professor für Kriminologie an der Polizeiakademie Niedersachsen
- Hans Haferkamp (1939–1987), Professor für Soziologie an der Universität Bremen, Themenschwerpunkte Norm und Devianz
- Stefan Harrendorf (* 1976), Rechtswissenschaftler, Professor für Strafrecht und Kriminologie an der Universität Greifswald
- Roland Hefendehl (* 1964), Rechtswissenschaftler, Professor am Institut für Wirtschaftsstrafrecht und Kriminologie an der Albert-Ludwigs-Universität in Freiburg im Breisgau
- Robert Heindl (1883–1958), Rechtswissenschaftler, Herausgeber der Zeitschrift Archiv für Kriminologie
- Wolfgang Heinz (* 1942), Rechtswissenschaftler, Professor für Strafrecht mit Nebengebieten des Fachbereichs Rechtswissenschaft der Universität Konstanz
- Joachim Hellmer (1925–1990), Rechtswissenschaftler, Professor für Strafrecht an der Universität Kiel. Ab 1971 Leiter des Instituts für Sanktionenrecht und Kriminologie der Universität Kiel
- Albert Hellwig (1880–1950), Rechtswissenschaftler, sprach sich 1909 gegen die Strafbarkeit der Homosexualität aus
- Hans von Hentig (1887–1974), Rechtswissenschaftler, wichtige Gründungsfigur der Viktimologie
- Christine Hentschel (* 1978), Politikwissenschaftlerin und Kriminologin, Professorin für Kriminologie, insbes. Sicherheit und Resilienz am Fachbereich Sozialwissenschaften, Fachgebiet Kriminologische Sozialforschung (ehemals IKS) an der Universität Hamburg
- Dieter Hermann (* 1951), Mathematiker und Soziologe, Forschungsprofessor am Institut für Kriminologie der Ruprecht-Karls-Universität Heidelberg
- Walter Herrmann (1896–1972), Sozialpädagoge
- Henner Hess (* 1940), Soziologe, Professor für Sozialpädagogik an der Universität Frankfurt am Main – emeritiert
- Katrin Höffler (* 1977), Rechtswissenschaftlerin, Professorin für Strafrecht, Strafprozessrecht, Kriminologie und Rechtssoziologie an der Universität Leipzig
- Klaus Hoffmann-Holland (* 1971), Rechtswissenschaftler, Professor für Kriminologie und Strafrecht FU Berlin
- Theresia Höynck (* 1967), Rechtswissenschaftlerin, ehemalige stellvertretende wissenschaftliche Direktorin am Kriminologischen Forschungsinstitut Niedersachsen, Professorin für Kinder- und Jugendrecht an der Universität Kassel
- Erich Hupe (1932–1996), Rechtswissenschaftler, Professor für Kriminologie und Strafrecht Philipps-Universität Marburg

### J
- Herbert Jäger (1928–2014), Rechtswissenschaftler, Professor für Strafrecht in Gießen und Frankfurt a. M., schuf den Begriff der Makrokriminalität
- Jörg-Martin Jehle (* 1949), Rechtswissenschaftler, emeritierter Professor für Kriminologie, Strafrecht und Strafvollzug an der Georg-August-Universität Göttingen
- Heike Jung (* 1942), Rechtswissenschaftler, emeritierter Professor für Strafrecht, Strafprozessrecht, Kriminologie und Strafrechtsvergleichung an der Universität des Saarlandes

### K
- Günther Kaiser (1928–2007), Rechtswissenschaftler, zuletzt Direktor am Max-Planck-Institut für ausländisches und internationales Strafrecht
- Susanne Karstedt (* 1949), Soziologin, emeritiert, zuletzt Professorin an der Griffith University in Brisbane
- Johannes Kaspar (* 1976), Rechtswissenschaftler, Professor für Strafrecht, Strafprozessrecht, Kriminologie und Sanktionenrecht an der Universität Augsburg
- Hilde Kaufmann (1920–1981), Rechtswissenschaftlerin
- Hans-Jürgen Kerner (* 1943), Rechtswissenschaftler, bis 2011 Direktor des Instituts für Kriminologie der Eberhard-Karls-Universität Tübingen
- Joachim Kersten (* 1948), Soziologe, emeritierter Professor für Allgemeine Polizeiwissenschaften an der Deutschen Hochschule der Polizei in Münster
- Gerhard Kielwein (1922–2011), Rechtswissenschaftler, Professor für Strafrecht und Kriminologie an der Universität des Saarlandes
- Martin Killias (* 1948), Rechtswissenschaftler, emeritierter Professor für Straf- und Strafprozessrecht unter Einschluss von Kriminologie an der Universität Zürich
- Jörg Kinzig (* 1962), Rechtswissenschaftler, seit 2011 Direktor des Instituts für Kriminologie der Eberhard-Karls-Universität Tübingen
- Gerd Ferdinand Kirchhoff (* 1939), Rechtswissenschaftler, Professor an der O.P. Jindal Global University, Jagdishpur, Indien
- Ralf Kölbel (* 1968), Rechtswissenschaftler, Professor für Strafrecht und Kriminologie an der Ludwig-Maximilians-Universität München
- Susanne Krasmann (* 1961), Soziologin und Kriminologin, Professorin für Kriminologie am Fachgebiet Kriminologische Sozialforschung, dem ehemaligen Institut für Kriminologische Sozialforschung an der Universität Hamburg
- Günther Kräupl (* 1942), Rechtswissenschaftler, emeritierter Professor für Kriminologie, Jugendstrafrecht und Strafvollzug an der Universität Jena
- Reinhard Kreissl (* 1952), Soziologe, ehemaliger Leiter des Instituts für Rechts- und Kriminalsoziologie in Wien (2012–2015)
- Arthur Kreuzer (* 1938), Rechtswissenschaftler, emeritierter Professor für Kriminologie, Jugendstrafrecht und Strafvollzug an der Justus-Liebig-Universität Gießen
- Hans-Heiner Kühne (* 1943), Rechtswissenschaftler, emeritierter Professor für Deutsches, Europäisches und Internationales Strafrecht und Strafprozessrecht, Kriminologie der Universität Trier
- Karl-Ludwig Kunz (* 1947), deutsch-schweizerischer Rechtswissenschaftler, emeritierter Professor für Strafrecht, Kriminologie und rechtswissenschaftliche Grundlagenfächer an der Universität Bern (Schweiz) außerdem: School for Criminology, International Criminal Law and Psychology of Law (SCIP) ebendort
- Hans Kurella (1858–1916), Psychiater, übersetzte unter anderem Schriften von Cesare Lombroso und Enrico Ferri
- Helmut Kury (* 1941), Psychologe, erster Direktor des Kriminologischen Forschungsinstituts Niedersachsen

### L
- Siegfried Lamnek (* 1943), Soziologe, emeritierter Professor für Soziologie an der Katholischen Universität Eichstätt-Ingolstadt, Autor zweier Standardlehrwerke zu den Theorien abweichenden Verhaltens
- Johannes Lange (1891–1938), Psychiater und Kriminalbiologe
- Richard Lange (1906–1995), Rechtswissenschaftler
- Klaus Laubenthal (1954–2024), Rechtswissenschaftler, Professor für Kriminologie und Strafrecht an der Universität Würzburg
- Rüdiger Lautmann (* 1935), Rechtswissenschaftler und Soziologe, emeritierter Professor für Soziologie an der Universität Bremen
- Heinz Leferenz (1913–2015), Psychiater und Rechtswissenschaftler, erster Inhaber eines rein kriminologischen Lehrstuhls (1959), ab 1962 Direktor des Instituts für Kriminologie der Universität Heidelberg
- Aldo Legnaro (* 1947), deutscher Soziologe und Sozialpsychologe, Mitarbeiter und ehemaliger Geschäftsführer des Mitarbeiter des hamburgischen Instituts für Sicherheits- und Präventionsforschung (ISIP)
- Georg Lelewer (1872–1960), österreichischer Rechtswissenschaftler
- Adolf Lenz (1868–1959), österreichischer Rechtswissenschaftler, Vorsitzender der Kriminalbiologischen Gesellschaft
- Moritz Liepmann (1869–1928), Rechtswissenschaftler, erster Professor für Kriminologie an der Universität Hamburg
- Franz von Liszt (1851–1919), Rechtswissenschaftler, setzte sich für die Kriminologie als gleichberechtigten Teil einer gesamten Strafrechtswissenschaft ein, Mitbegründer der Internationalen Kriminalistischen Vereinigung (IKV)
- Gabriele Löschper (* 1954), Psychologin und Kriminologin, emeritierte Professorin für Kriminologie am ehemaligen Institut für Kriminologische Sozialforschung an der Universität Hamburg
- Friedrich Lösel (* 1945), Psychologe, emeritierter Professor für Psychologie an der Universität Erlangen-Nürnberg und Direktor des kriminologischen Institutes der Universität Cambridge
- Klaus Lüderssen (1932–2016), Rechtswissenschaftler, Professor für  Strafrecht, Strafprozessrecht, Rechtsphilosophie und Rechtssoziologie an der Universität Frankfurt

### M
- Bernd Maelicke (* 1941), Rechtswissenschaftler und Sozialwissenschaftler, Honorarprofessor an der Leuphana Universität Lüneburg, Initiator der Zeitschrift Neue Kriminalpolitik
- Hermann Mannheim (1889–1974), deutsch-britischer Rechtswissenschaftler, emigrierte 1935 nach Großbritannien
- Helmut Marquardt (* 1937), Rechtswissenschaftler, emeritierter Professor für Kriminologie an der Universität Bonn
- Hellmuth Mayer (1895–1980), Rechtswissenschaftler, zuletzt Professor an der Universität Kiel
- Bernd-Dieter Meier (* 1955), Rechtswissenschaftler, Professor für Strafrecht, Strafprozessrecht und Kriminologie an der Leibniz Universität Hannover
- Armand Mergen (1919–1999), Rechtswissenschaftler, Professor für Kriminologie an der Universität Mainz, Gründungspräsident der Deutschen Kriminologischen Gesellschaft
- Hans-Georg Mey (1924–2010), Vollzugspsychologe
- Maria-Katharina Meyer (* 1941), Rechtswissenschaftlerin, emeritierte Professorin für Strafrecht und Kriminologie an der Universität Hamburg
- Edmund Mezger (1883–1962), Rechtswissenschaftler, Mitarbeit am Gemeinschaftsfremdengesetz
- Wolf Middendorff (1916–1999), Rechtswissenschaftler, Honorarprofessor der Albert-Ludwigs-Universität Freiburg, Forschungen zur Kriminalsoziologie
- Henning Ernst Müller (* 1961), Rechtswissenschaftler, Professor für Strafrecht, Kriminologie, Jugendstrafrecht und Strafvollzugsrecht an der Universität Regensburg
- Heinz Müller-Dietz (1931–2022), Rechtswissenschaftler, zuletzt Professor für Strafrecht, Strafprozessrecht, Strafvollzug und Kriminologie an der Universität des Saarlandes

### N
- Paul Näcke (1851–1913), Psychiater, Mitbegründer des Archivs für Kriminalanthropologie und Kriminalistik
- Gustav Nass (1901–1995), Psychologe
- Klaus Neidhardt (* 1952), Soziologe, ehemaliger Präsident der Deutschen Hochschule der Polizei
- Frank Neubacher (* 1965), Rechtswissenschaftler, Professor, Direktor des Instituts für Kriminologie an der Universität zu Köln.
- Marcel Alexander Niggli (* 1960), Schweizer Rechtswissenschaftler, Professor für Strafrecht, Strafprozessrecht und Kriminologie an der Universität Freiburg

### O
- Dietrich Oberwittler (* 1963), Soziologe, seit 2019 Leiter der Forschungsgruppe Space, Contexts, and Crime am Max-Planck-Institut in Freiburg.
- Thomas Ohlemacher (1962–2015), Soziologe, zuletzt im niedersächsischen Innenministerium tätig
- Hermann Ostfeld (1912–1996), Rabbiner und Kriminologe, zuletzt Professor für Kriminologie in Carbondale Illinois (USA)

### P
- Helge Peters (* 1937), Soziologe, emeritierter Professor für Soziologie an der Universität Oldenburg, Vertreter des Etikettierungsansatzes
- Christian Pfeiffer (* 1944), Rechtswissenschaftler und Kriminologe, ehemaliger Direktor des Kriminologischen Forschungsinstituts Niedersachsen, Justizminister von Niedersachsen (2000–2003)
- Mark Pieth (* 1953), Schweizer Rechtswissenschaftler, emeritierter Professor für Strafrecht und Kriminologie an der Universität Basel
- Arno Pilgram (* 1946), österreichischer Soziologe, von 2000 bis 2004 Leiter des Instituts für Rechts- und Kriminalsoziologie
- Winfried Platzgummer (1930–2024), österreichischer Rechtswissenschaftler, Professor für Professor für Strafrecht und Strafprozessrecht an der Universität Wien, Mitbegründer des Instituts für Strafrecht und Kriminologie ebendort
- Lieselotte Pongratz (1923–2001), Soziologin und Kriminologin, ab 1975 – als erste Soziologin überhaupt – Professorin für Kriminologie an der Universität Hamburg, Mitbegründung des Aufbau- und Kontaktstudiums Kriminologie an der Universität Hamburg
- Cornelius Prittwitz (* 1953), Rechtswissenschaftler, Professor für Strafrecht, Strafprozess, Kriminologie und Rechtsphilosophie an der Goethe-Universität in Frankfurt am Main

### Q
- Stephan Quensel (* 1936), Jurist und Soziologe, emeritierter Professor für Resozialisation und Rehabilitation an der Universität Bremen, Gründungsmitglied des Arbeitskreises Junger Kriminologen

### R
- Susanne Reindl-Krauskopf (* 1971), österreichische Rechtswissenschaftlerin, Professorin und Leiterin des Instituts für Strafrecht und Kriminologie an der Universität Wien
- Martin Rettenberger (* 1980), Psychologe und Kriminologe, Direktor der Kriminologischen Zentralstelle (KrimZ) in Wiesbaden
- Klaus Rolinski (* 1932), Rechtswissenschaftler, emeritierter Professor für Strafrecht und Kriminologie an der rechtswissenschaftlichen Fakultät der Universität Regensburg
- Dieter Rössner (1945–2025), Rechtswissenschaftler, Professor für Strafrecht und Kriminologie und geschäftsführender Direktor des Instituts für Kriminalwissenschaften an der Universität Marburg

### S
- Fritz Sack (* 1931), Soziologe und Kriminologe, ab 1984 erster Leiter des Aufbau- und Kontaktstudiums Kriminologie (Universität Hamburg), Vorläufer des späteren Instituts für Kriminologische Sozialforschung, emeritiert
- Wilhelm Sauer (1879–1962), Rechtswissenschaftler und Kriminologe, Professor an der Universität Münster
- Sebastian Scheerer (* 1950), Kriminologe und Soziologe. Erster Direktor des Instituts für Kriminologische Sozialforschung an der Universität Hamburg – emeritiert
- Uwe Scheffler (1956–2021), Rechtswissenschaftler, zuletzt Professor für Strafrecht, Strafprozessrecht und Kriminologie an der Europa-Universität Viadrina
- Henning Schmidt-Semisch (* 1964), Soziologe und Kriminologe, Professor am Fachbereich Human- und Gesundheitswissenschaften der Universität Bremen
- Gabriele Schmölzer (* 1961), österreichische Rechtswissenschaftlerin und Kriminologin, Leiterin des Instituts für Strafrecht, Strafprozessrecht und Kriminologie an der Karl-Franzens-Universität in Graz
- Hans Schneickert (1876–1944), Rechtswissenschaftler und Kriminologe
- Hans Joachim Schneider (1928–2015), Rechtswissenschaftler, Kriminologe und Psychologe, emeritierter Professor, früherer Direktor der Abteilung Kriminologie des Instituts für Kriminalwissenschaften in Münster
- Hendrik Schneider (* 1966), Rechtswissenschaftler, Professor für Strafrecht, Strafprozessrecht, Kriminologie, Jugendstrafrecht und Strafvollzugsrecht an der Universität Leipzig
- Heinz Schöch (* 1940), Rechtswissenschaftler und Kriminologe, emeritierter Professor für Strafrecht, Kriminologie, Jugendrecht und Strafvollzug an der Ludwig-Maximilians-Universität München
- Karl F. Schumann (* 1941), Soziologe und Kriminologe, emeritierter Professor für Kriminologie und Soziologie an der Universität Bremen
- Christian Schwarzenegger (* 1959), Schweizer Rechtswissenschafter, Professor für Strafrecht, Strafverfahrensrecht und Kriminologie an der Universität Zürich
- Klaus Sessar (* 1937), Rechtswissenschaftler, emeritierter Professor für Kriminologie, Jugendstrafrecht und Strafvollzug an der Universität Hamburg
- Hermann Seuffert (1836–1902), Rechtswissenschaftler
- Lydia Maria Seus (* 1954), Sozialwissenschaftlerin und Kriminologin, Professorin an der Katholischen Hochschule für Sozialwesen Berlin
- Rudolf Sieverts (1903–1980), Rechtswissenschaftler, Mitherausgeber des Handwörterbuchs der Kriminologie sowie der Monatsschrift für Kriminalpsychologie/Kriminalbiologie und Strafrechtsreform
- Tobias Singelnstein (* 1977), Rechtswissenschaftler, Professor für Kriminologie an der Ruhr-Universität Bochum
- Gerlinda Smaus (1940–2022), Soziologin, zuletzt Professorin an der Masaryk-Universität in Brünn
- Robert Sommer (1864–1937), Psychiater, prägte den Begriff der endogenen Verbrechernatur
- Wolfgang Stangl (1949–2020), österreichischer Rechtswissenschaftler, ehemaliger Leiter des Instituts für Rechts- und Kriminalsoziologie an der Universität Innsbruck
- Wiebke Steffen (1946–2017), Kriminologin, zuletzt Leiterin des Dezernates „Forschung, Statistik, Prävention“ am Bayerischen Landeskriminalamt
- Heinz Steinert (1942–2011), österreichischer Soziologe, ehemaliger Leiter des Instituts für Rechts- und Kriminalsoziologie in Wien
- Franz Streng (* 1947), Rechtswissenschaftler, emeritierter Professor für Strafrecht, Jugendstrafrecht und Kriminologie an der Universität Erlangen-Nürnberg
- Friedrich Stumpfl (1902–1997), österreichischer Psychiater und Kriminalbiologe

### T
- Hans Theile (* 1971), Rechtswissenschaftler, Professor für Kriminologie, Strafrecht, Strafprozess- und Wirtschaftsstrafrecht an der Universität Konstanz
- Siegfried Türkel (1875–1933), österreichischer Rechtswissenschaftler, wissenschaftlicher Direktor des kriminologischen Instituts der österreichischen Staatspolizei in Wien

### V
- Torsten Verrel (* 1961), Rechtswissenschaftler, Direktor des Kriminologischen Seminars der Universität Bonn
- Theodor Viernstein (1878–1949), Gefängnisarzt und Kriminalbiologe, Gründungsmitglied der Kriminalbiologischen Gesellschaft
- Bernhard Villmow (* 1946), Rechtswissenschaftler, emeritierter Professor für Kriminologie an der Universität Hamburg

### W
- Michael Walter (1944–2014), Rechtswissenschaftler, zuletzt Professor für Kriminologie und Strafrecht und Direktor des Instituts für Kriminologie an der Universität Köln
- Hellmuth von Weber (1893–1970), Rechtswissenschaftler, zuletzt Professor für Strafrecht und Kriminologie an der Universität Bonn
- Jan Wehrheim (* 1967), Soziologe, Professor für Soziologie an der Universität Duisburg-Essen
- Thomas Weigend (* 1949), Rechtswissenschaftler, emeritierter Professor für Strafrecht, Strafprozessrecht, Strafrechtsvergleichung und Kriminologie an der Universität Köln, Mitherausgeber der Zeitschrift für die gesamte Strafrechtswissenschaft (ZStW)
- Eugen Weschke (1932–2012), Rechtswissenschaftler, Professor für Kriminologie und Rektor an der Fachhochschule für Verwaltung und Rechtspflege Berlin
- Peter Wetzels (* 1959), Psychologe, Rechtswissenschaftler und Kriminologe, Professor für Kriminologie am Institut für Kriminalwissenschaften der Universität Hamburg
- Erich Wulffen (1862–1936), Rechtswissenschaftler, Autor zahlreicher Bücher zu Themen der Kriminologie
- Thomas Würtenberger (1907–1989), Rechtswissenschaftler, zuletzt Professor für Strafrecht, Strafprozessrecht, Kriminologie und Rechtsphilosophie an der Universität Freiburg im Breisgau